# Hidemasa Morita
Hidemasa Morita (japonsky 守田 英正, * 10. května 1995) je japonský fotbalista.

## Klubová kariéra
S kariérou začal v japonském klubu Kawasaki Frontale. Titul získal v roce 2018.

## Reprezentační kariéra
Jeho debut za A-mužstvo Japonska proběhl v zápase proti Kostarice 11. září 2018. Morita odehrál za japonský národní tým v letech 2018–2019 celkem 3 reprezentační utkání.

## Statistiky
| Japonsko | Japonsko | Japonsko |
| Roky     | Záp.     | Góly     |
| -------- | -------- | -------- |
| 2018     | 2        | 0        |
| 2019     | 1        | 0        |
| Celkem   | 3        | 0        |

## Úspěchy

### Klubové
Kawasaki Frontale
- J1 League: Vítěz; 2018